# Juan de Herrera
Juan de Herrera (Roiz, 1530 – Madrid, 1597. január 15.) spanyol építész és matematikus, a geometria szakembere és katona volt, akit a spanyol reneszánsz építészet  egyik legnagyobb képviselőjének tartanak.
A 16. század egyik legkiválóbb spanyol építésze. Az ún. Herrera-stílust , az érett spanyol reneszánszt róla nevezték el.

## Munkássága
Művészete az egész 16. századi spanyol építészetet meghatározta. Jelentős hatást gyakorolt a későbbi spanyol építészetre is, főleg a 17. században.
Legfontosabb építészeti munkája a madridi San Lorenzo de El Escorial településen található El Escorial királyi kolostor, amelyet 1584-ben fejezett be, miután Juan Bautista de Toledo eredeti projektjét átszervezte. 
Később az ellenreformációt megtestesítő II. Fülöp király megbízta őt a valladolidi katedrális megépítésével. Európa legnagyobb székesegyháza lett volna, de csak 40-45%-ban készült el, a projekthez szükséges forráshiány és kiadások miatt.
Fő művei:
- Palacio Real de Aranjuez (1561)
- El Escorial (1563)
- El Quexigal palota (1563) Robledo de Chavelában, azóta megsemmisült épület
- Az Alcázar de Toledo déli homlokzata (1571–1585)
- Casa Consistorial de Toledo (1575)
- Puente de Segovia Madridban (1582–1584)
- A Lonja de Sevilla terve, jelenlegi Archivo de Indias (1583)
- Valladolid katedrálisa (1589)
- Real Aposento de Torrelodones (1589), azóta megsemmisült épület, Torrelodonesben épült.
- Puerta de Triana (1588) (azóta lebontva). A sevillai városfalak egyik kapuja.

## Galéria

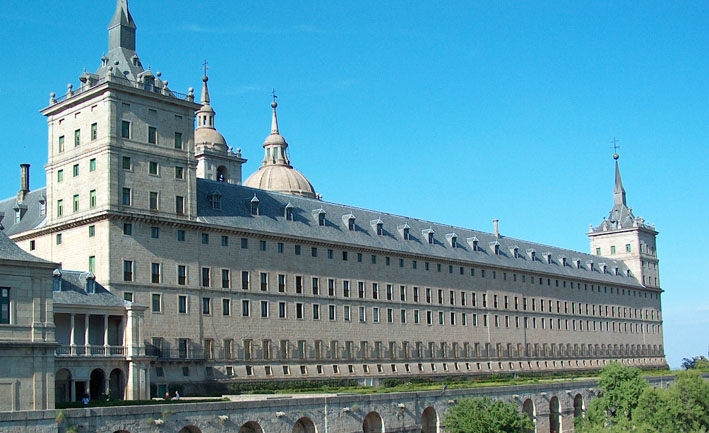
Az  El Escorial
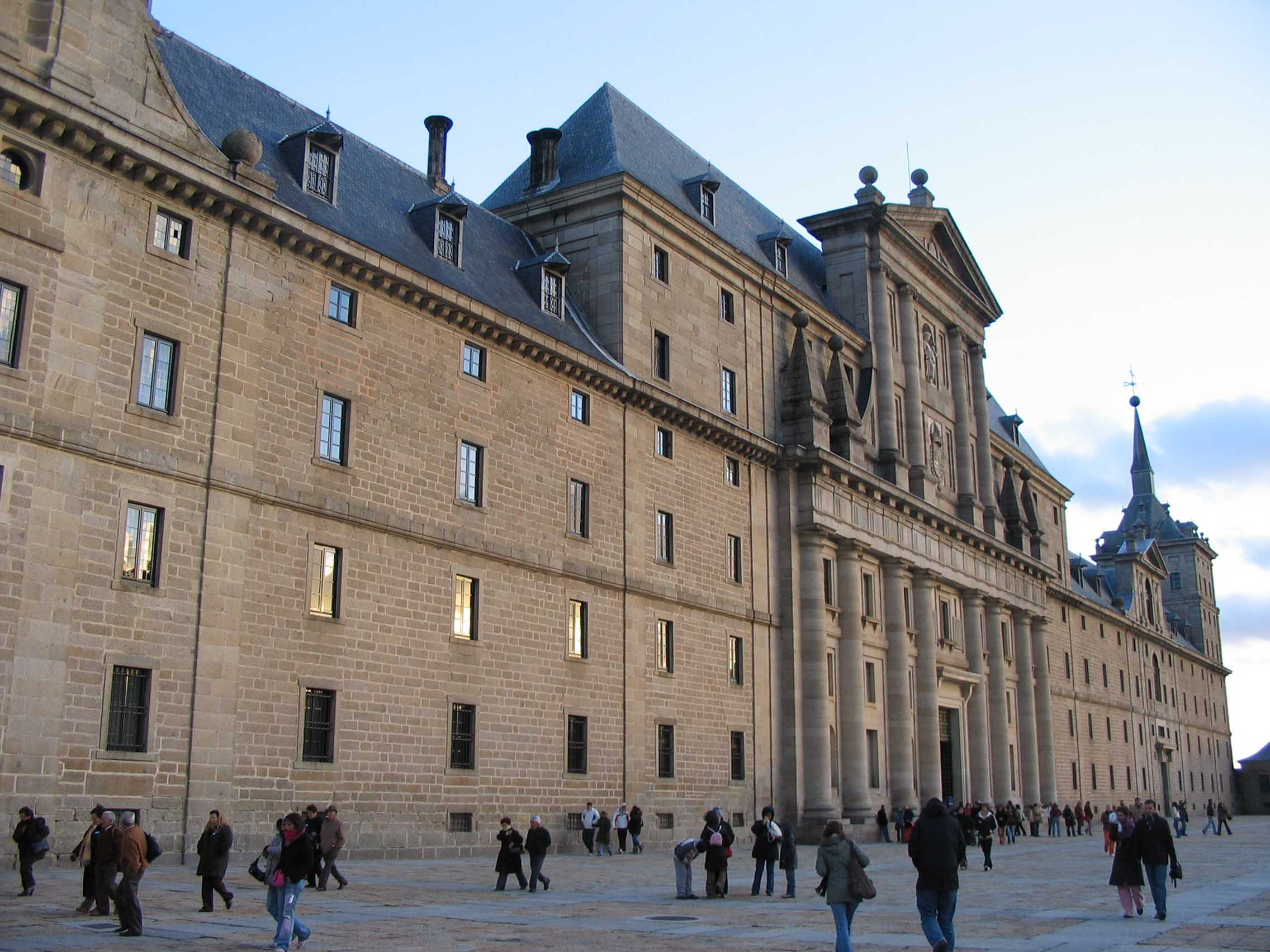
Az El Escorial kolostor homlokzata
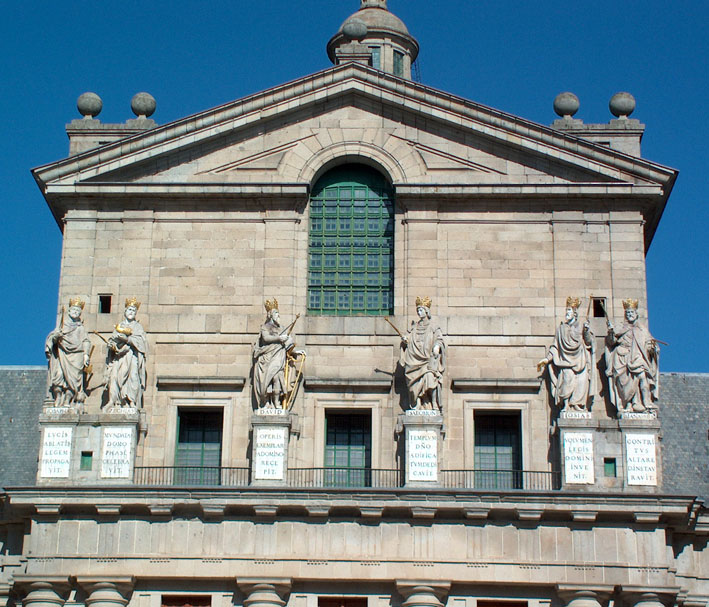
Részlet az El Escorialban.
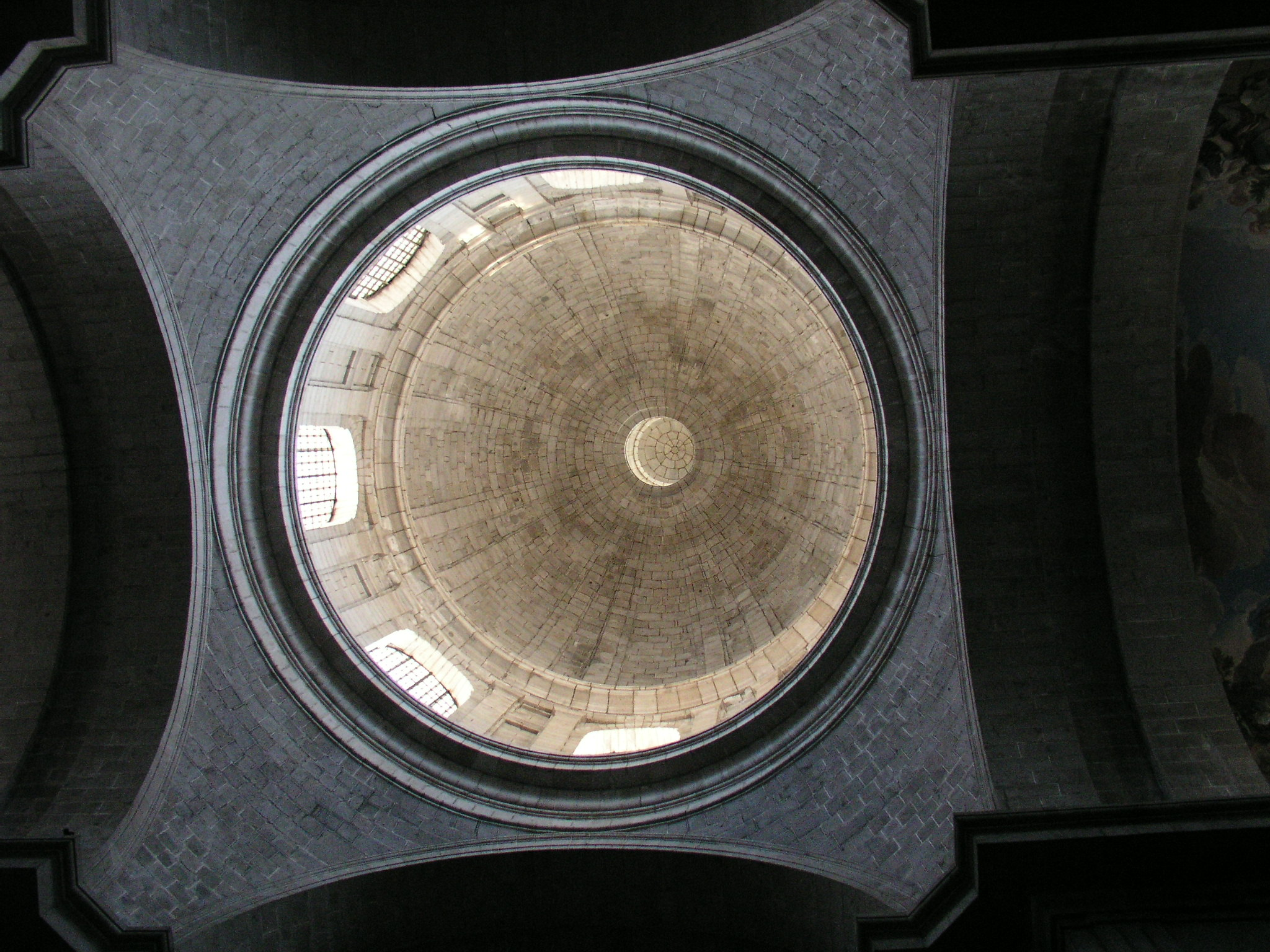
Az El Escorial-bazilika kupolája
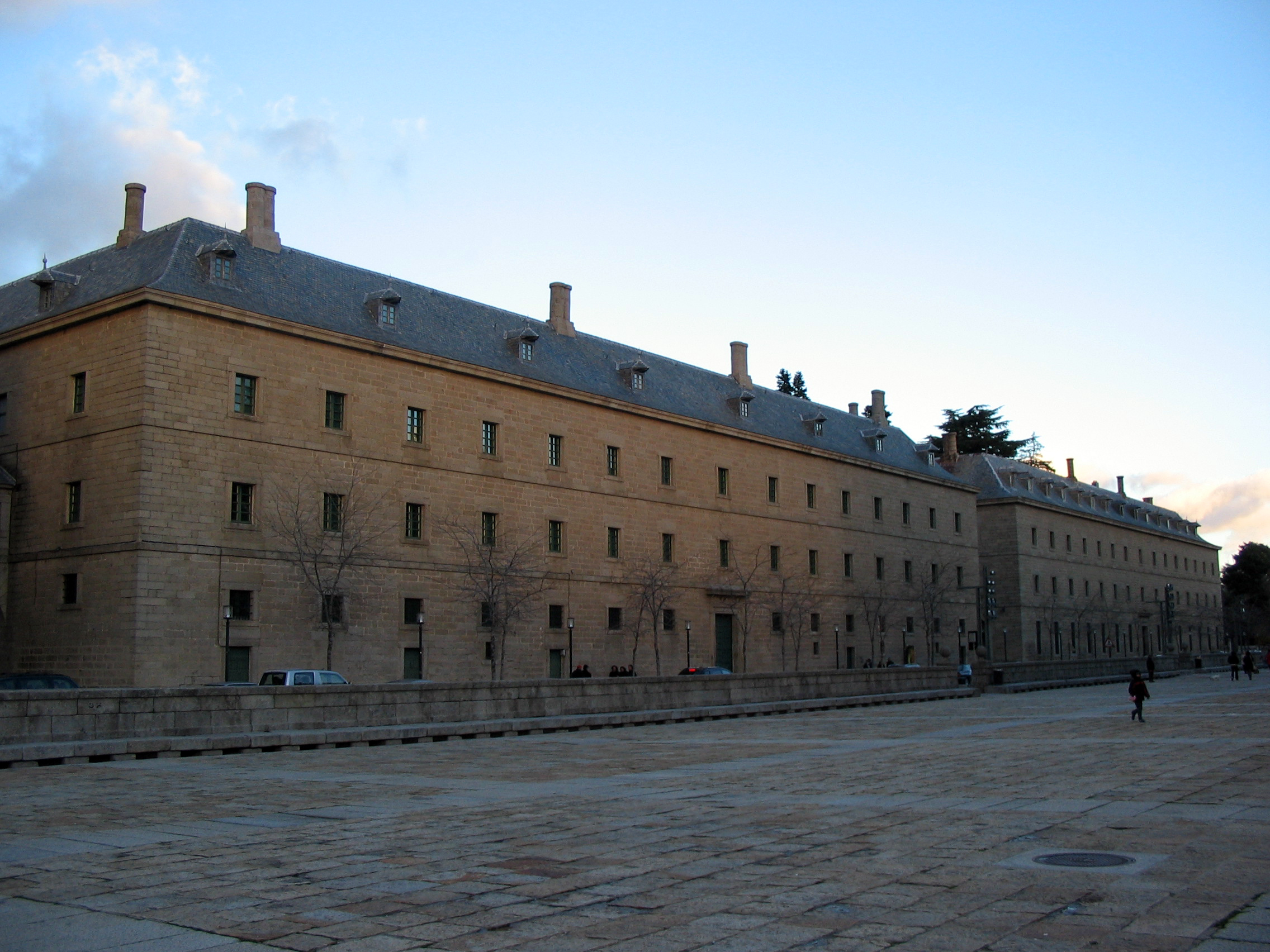
Épület az El Escorial kolostor előtt.
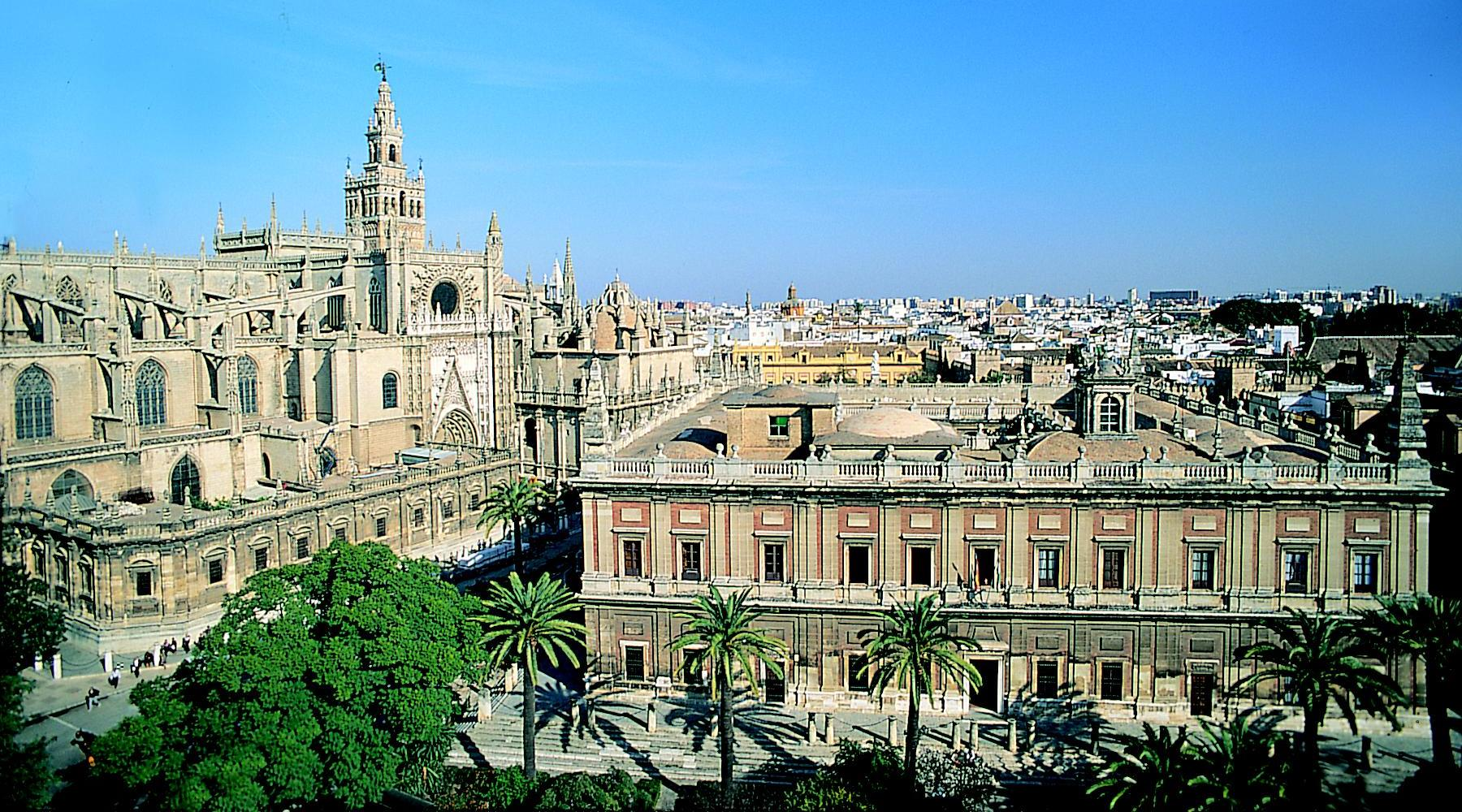
Archivo de Indias, Sevilla
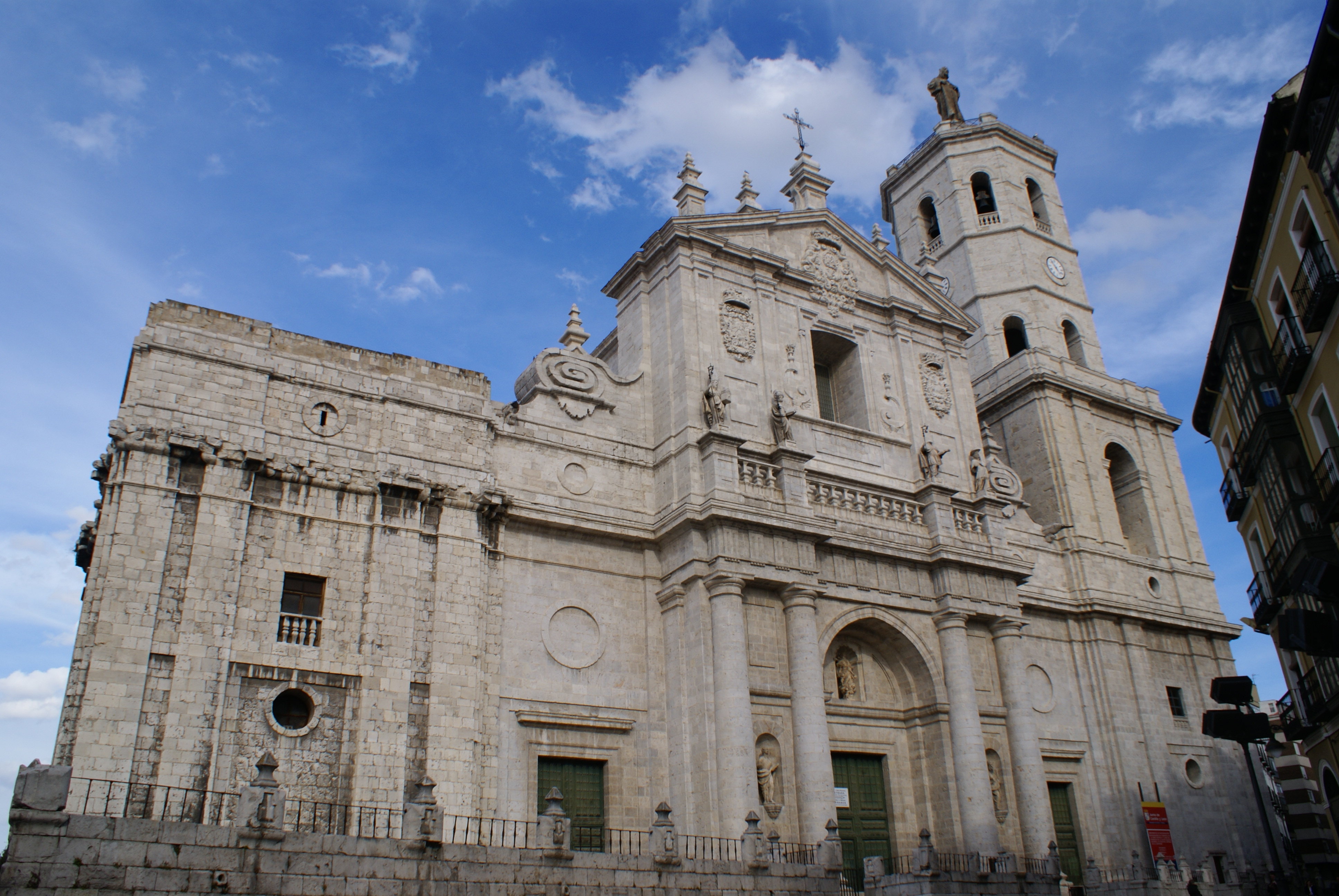
Valladolid katedrális
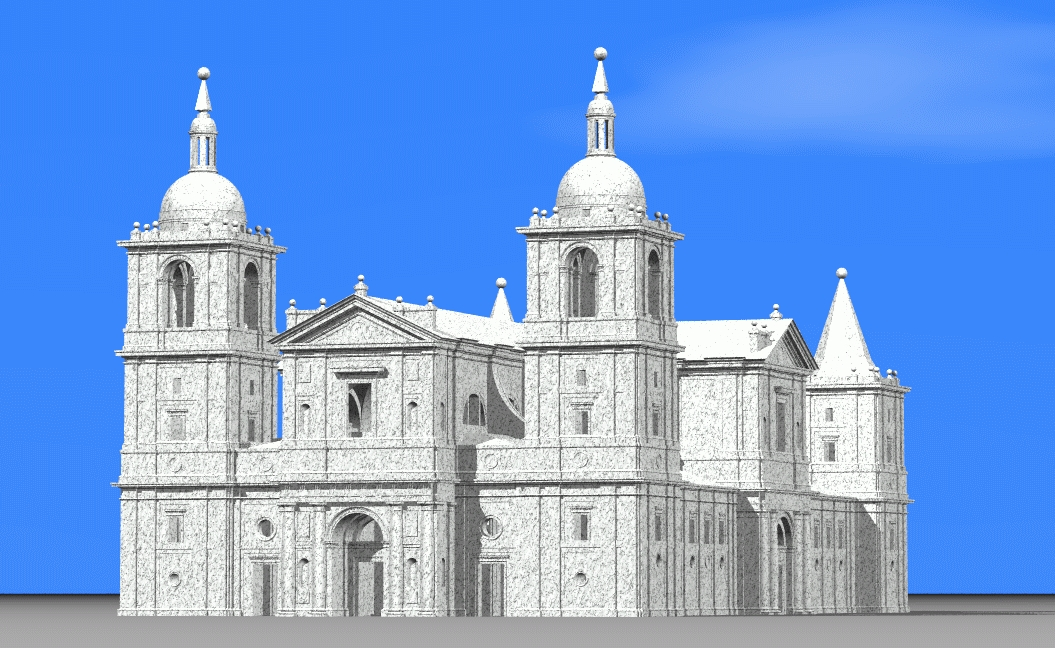
A Valladolid-székesegyház Herrera projektjének modellje.
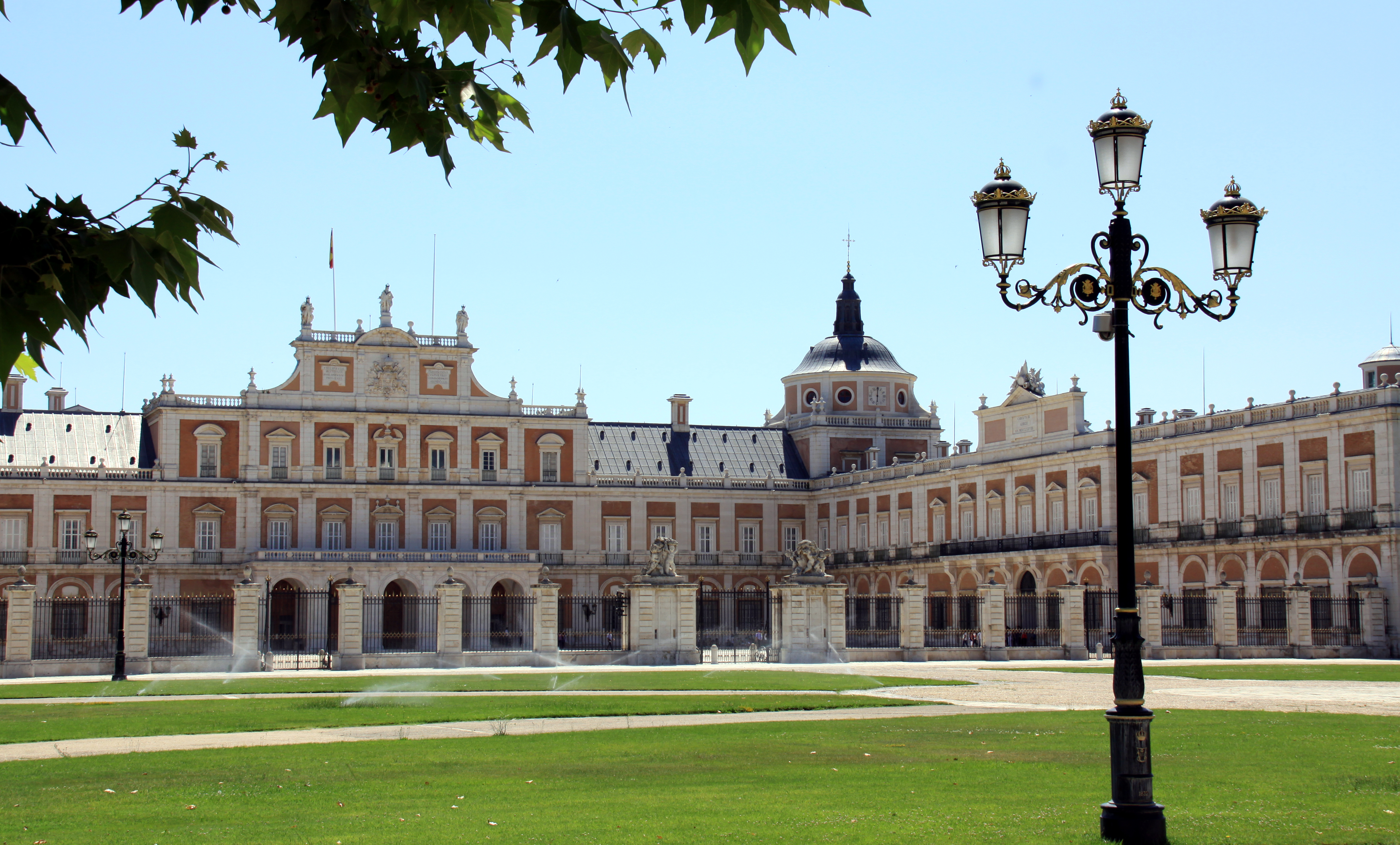
Aranjuez királyi palotája